# السريو
قرية السريو، من القرى النموذجية فيما يعرف بالتعليم الحكومي، في سابق عهد حكومات السودان القديمة، وهي تقع شمال ولاية النيل الأزرق، وحاضرتها مدينة الدمازين، وهي تبعد عن مدينة الدمازين 36 كيلومتر، كما أنها تبعد عن الشارع القومى المؤدي للعاصمة الخرطوم بمسافة 6 كيلومترا.

## السكان
سكانها سحنتهم أفريقية في الغالب وتوجد السحنة العربية وهم يتشكلون من عدة قبائل ويغلب عليهم قبيلة الفولاني ذات الأصول العربية والتي تنسب إلى الصحابي الجليل عقبة بن نافع حسب المراجع التاريخية وأهلها يعتقدون بالتعليم وهي القرية الوحيدة في الولاية التي لايوجد فيها من لا يقرأ أو يكتب ونسبة التعليم عالية جدا بين أهلها وهم مثقفون وعلى درجة عالية من الوعي والفهم ولكن يعاب عليهم هجرتهم ونزوح مثقفيها ومفكريها وعدم مساهمتهم الفاعلة في النشوء والارتقاء بالمنطقة مع العلم بان أبناءها قد ساهموا في التربية والصحة والتعليم في داخل وخارج السودان وهناك الكثير ممن يحمل درجات علمية كبري وقد
ساهموا في التنمية البشرية على مستوى عال منذ أن كانت المنطقة أقليم أوسط.

## الوصف
مدارسها قديمة وعريقة وعلى رأسها تأتي (مدرسة عبد الله محمد) وهي أقدمها والتي أسست في العام 1946 في عهد الإنجليز بعد مدارس الإرساليات في الولاية والمنطقة. كان بها أول قابلة قانونية في تلك المناطق وهي السيدة زينب عبد الله إدريس والشهيرة بالداية جيجا وهي شقيقة الفقيه المعروف بشير عبد الله إدريس كما أن من أبناءها الكثيرون من المتعلمين الذين أثروا الحياة العملية والعلمية والسياسية بالسودان وكانوا خير سفير بالخارج لبلدهم السودان وتعتبر السريو مركز للمنارة الإسلامية والحضارة والسلوك المتقدم ويها عدد من خلاوي القرآن ومشايخ العلم الذين تركوا بصمات واضحة علي السريو خاصة وعلي المنطقة بصورة عامة وهم كثر وقد انتشروا خارجها لتعليم العلم والقرأن

### المنشآت
المدارس : القرية بها ثلاث مدارس أساس كما يوجد بها مدرستان ثانويتان ومركز للتنمية البشرية يحتاج إلى تضافر جهود أبناء السريو للنهوض بالمنطقة وأهلها.
الصحة :هناك مكتب لملاحظ الصحة وبها مستشفى ريفي كما أنبها ثلاث شفخانات وعدد من الصيدليات العاملة في خدمة القرية، وبها مركز للشرطة يقوم بحفظ النظام للقرية وبعض القرى المحيطة بها كما أن بها إدارة للمحلية التي تسمى باسمها(محلية ريفى شمال السريو).
التاريخ : أقدم مأرخ لها 1902م وأشهر العائلات (ساجو- بعاجو - توفا - زابي - سيني - دادة -اسما - موري - البابو - مانو - قدونة - جورارة - دينار - أبى -ثاني- جيكا - بوشى - قدرمارى _ماجى - تنفافى - شوة - كرورى - جودة - عولا- برنما- بجوقة - مجاجى - يايا- طلحة - جريوة- كابوكا - مروه - جادين - جاوة- جبة - شنقو- كاو - أبودقن - جولدة - حميدة - كبكابية -التقلاوى - كمبي - درجة - طويل)وهناك الكثير منهم وعذرا لمن سقط منهم سهوا ولهم العتبي حتي يرضو